# Наган-Рая (регентство)
Регентство Наган-Рая (індонез. Kabupaten Nagan Raya) — регентство в спеціальному регіоні Ачех в Індонезії. Він розташований на острові Суматра. Резиденція регентського уряду знаходиться в Сука Макмуе. Регентство займає площу 3 544,90 квадратних кілометрів і мало населення 139 663 особи згідно з переписом 2010 року та 168 392 особи за переписом 2020 року. Офіційна оцінка на середину 2021 року становила 170 59.

## Адміністративні райони
Станом на 2010 рік регентство було адміністративно поділено на вісім округів (кечатамае); однак у 2011 році було створено два додаткових округи — Тріпа Макмур (відділення від округу Дарул Макмур) і Беутонг Атеух Банггаланг (відділення від округу Бейтонг). Нижче наведено їх площі (в км 2) та населення за даними перепису 2010 і 2020 разом з офіційними оцінками станом на середину 2021 року. Таблиця також містить розташування районних адміністративних центрів, кількість сіл (сільських деса та міських келурахан) у кожному районі та їх поштові індекси.
| Назва                            | Площа (в км 2) | Перепис населення 2010 рік | Перепис населення 2020 рік | Оцінка середина 2021 року | Адмін центр   | Клк. сіл | Індекс |
| -------------------------------- | -------------- | -------------------------- | -------------------------- | ------------------------- | ------------- | -------- | ------ |
| Дарул Макмур                     | 1027,93        | 46 954                     | 49,412                     | 50,281                    | Алуе Білі     | 40       | 23662  |
| Тріпа Макмур                     | 189,41         | (а)                        | 9,038                      | 9,108                     | Кабу          | 11       | 23663  |
| Куала                            | 120,89         | 18 540                     | 22350                      | 22,637                    | Уджонг Фатіха | 17       | 23661  |
| Куала Песісір (Прибережна Куала) | 76,34          | 14,110                     | 17,338                     | 17 594                    | Паданг Рубек  | 16       | 23660  |
| Таду Рая                         | 347,19         | 11,185                     | 14,731                     | 15 049                    | Алуе Бата     | 22       | 23664  |
| Beutong                          | 1017,32        | 14,228                     | 13,701                     | 13,746                    | Кеуде Сеумот  | 24       | 23672  |
| Beutong Ateuh Banggalang         | 405,93         | (б)                        | 1990                       | 2,011                     | Кута Теунго   | 4        | 23673  |
| Seunagan                         | 56,73          | 14 464                     | 15 924                     | 15 988                    | Єурам         | 35       | 23671  |
| Сука Макмуе                      | 51,56          | 8,022                      | 9,931                      | 10 085                    | Луенг Баро    | 19       | 23674  |
| Сеунаган Тимур (Східний Сенаган) | 251,61         | 12 160                     | 13,977                     | 14 092                    | Кеуде Лінтюнг | 34       | 23670  |
| Підсумки                         | 3544,90        | 139,663                    | 168,392                    | 170,591                   | Сука Макмуе   | 222      |        |

## Рисові поля
У 2012 році в регіоні Наган Райя було 24 698 гектарів рисових полів із виробництвом 164 586 тонн рисового еквівалента на рік. Лише третина виробництва призначена для споживання регентством, а решта становить близько 110 000 тонн, проданих іншим регентствам і навіть Медану, провінція Північна Суматра.